# Ancient Rites
Ancient Rites este o formație de black metal din Belgia fondată în anul 1988.